# آلیوم گالانتوم
آلیوم گالانتوم (نام علمی: Allium galanthum) نام یک گونه از سرده والک است.